# Danny Guijt
Danny Guijt (Leida, 7 febbraio 1981) è un calciatore olandese, centrocampista del Katwijk.

## Carriera
Ha giocato in Eredivisie con le maglie di RBC Roosendaal e Willem II.